# Marchesato di Busca
Il Marchesato di Busca fu un antico Stato italiano, che comprendeva territori piemontesi posti fra Cuneo e Saluzzo.

## La prima dinastia aleramica
Il Marchesato di Busca trae origine dalla divisione dei domini di Bonifacio del Vasto fra i suoi figli, avvenuta il 6 marzo 1123 quando, in un atto viene menzionato il territorio di Vallis Mallæ, poiché assegnato al feudo di Busca, che già esercitava domini territoriali sulla valle Maira, Villafalletto e parte del Saluzzese. 
Esso, quindi, fu retto da una stirpe aleramica, benché situato in territorio arduinico. Come tutti gli aleramici, anche i figli di Bonifacio gestirono a lungo in modo consortile i propri possedimenti. Col tempo, tuttavia, il territorio di Busca divenne di competenza dei discendenti di Guglielmo, secondo figlio di Bonifacio e di Agnese di Vermandois. 
I marchesi di Busca stabilirono la propria sede sulla collina, dove precedentemente sembra fosse collocato un castrum romano, costruendovi un castello, di cui ora ne restano soltanto i ruderi. Anche la costruzione dell'attuale chiesa di Santo Stefano fu promossa dai marchesi. Il blasone che fu adottato dai marchesi di Busca è palato d'oro e di rosso.
Benché Guglielmo sia morto prima del 1140 e quindi prima della presunta divisione formale dell'eredità di Bonifacio, egli viene considerato il primo dei marchesi aleramici di Busca. In realtà, però, il primo vero marchese di Busca sembra essere stato Berengario (1158-1211), figlio di Guglielmo, al quale succedette il figlio Guglielmo II (1211-1231) e infine l'ultimo marchese, Enrico (1231-1284).
Da un fratello di Guglielmo II, di nome Oddone, discesero i signori di Rossana, di Cavallerleone e Polonghera (nei pressi di Racconigi, ovvero ben oltre Saluzzo, benché ancora lungo il corso del Maira. Da un altro fratello, inoltre, di nome Raimondo, traggono origine i signori di Cossano Belbo, Rocchetta Belbo e Castino, nei pressi di Cortemilia. Questi ultimi feudi costituivano probabilmente la quota spettante ai marchesi di Busca dell'eredità di Bonifacio, marchese e vescovo di Cortemilia, uno dei fratelli del primo marchese di Busca, Guglielmo. Questi esempi spiegano l'indebolimento dei marchesi di Busca, come quello di altre dinastie aleramiche: non praticando il maggiorasco i domini feudali si spezzettarono fra gli eredi fino a diventare politicamente insignificanti.
Nella seconda metà del XIII secolo il marchesato di Busca si trovò compresso fra l'affermarsi della nuova città di Cuneo (fondata nel 1198 e alleata degli angioini dal 1259) e la maggior potenza militare dei marchesi di Saluzzo, discendenti da un altro figlio di Bonifacio, Manfredo del Vasto, fratello maggiore di Guglielmo. Dal 1266, poi, l'equilibrio politico piemontese fu destabilizzato dall'ingresso in Italia di Carlo I d'Angiò (1226-1285), che aveva acquisito il regno di Provenza nel 1246 tramite il matrimonio con Beatrice, ultima discendente dei re di Provenza ed era poi diventato anche re di Napoli. In pochi anni Carlo acquisì il controllo su larga parte del Piemonte, sconfiggendo anche il comune di Asti (1270) e prendendo il titolo di conte del Piemonte. Il marchesato di Busca, perciò, diventò oggetto di contesa fra i Saluzzo e gli Angiò.

## Ai Saluzzo, agli Angiò e infine ai Savoia
Nel 1281, mentre l'ultimo marchese, Enrico, era ancora in vita, il marchesato di Busca fu conquistato da Tommaso I di Saluzzo e rimase sotto la signoria degli aleramici Saluzzo sino al 1305. Cadde poi per una quarantina d'anni sotto il dominio di Carlo II d'Angiò, al quale si era sottomessa anche Cuneo, per ritornare a un marchese di Saluzzo, Federico II del Vasto, dal 1347 al 1358.
Nel 1359 gli Angioini strapparono Busca ai Saluzzo per l'ultima volta. Riconoscendo, però, di non poterne mantenere a lungo il possesso, Giovanna d'Angiò lasciò presto libera la città di assoggettarsi ad Amedeo VI di Savoia, come avvenne a partire dal 7 aprile 1361: in virtù dell'accordo con i procuratori del Comune, il casato aggiunse ai propri titoli quello di Marchesi di Busca.
Il territorio di Busca, però, era nell'area di pertinenza dei principi di Acaia, un ramo Savoia cadetto. Il 5 marzo 1418 diventò signore di Busca, Antonio detto "di Morea", un figlio illegittimo di Giacomo di Savoia-Acaia; i suoi discendenti restarono signori di Busca per circa due secoli.

## I Busca/Lancia nell'Astigiano e in Sicilia
Oltre a Berengario, il primo marchese di Busca ebbe altri due figli: Manfredo I e Corrado, che militarono nell'esercito di Federico Barbarossa e che sono all'origine del ramo siciliano detto Lancia o Lanza. Manfredo e, forse, Corrado ebbero terre nell'astigiano, parte dell'antico comitato di Loreto, nei pressi di Costigliole d'Asti. Anche queste terre provenivano da Bonifacio del Vasto, ma tramite il figlio Oddone Boverio (zio quindi di Manfredo e Corrado), rimasto senza discendenti.
Corrado acquisì nel 1168 la signoria del castello di Fondi. Manfredo è noto soprattutto per aver acquisito ai suoi discendenti il soprannome, poi cognome, Lancia, a causa del suo ruolo di lancifero nell'esercito svevo. Il nome è attestato nel 1204, quando suo figlio, Manfredo II, è qualificato come dominus Maynfredus marchio de Busca, qui Lancea dicitur. La qualifica di marchese di Busca è dovuta al fatto che fra gli aleramici il titolo feudale non spettava solo ai primogeniti, ma era utilizzato da tutti gli esponenti del consortile.
Manfredi II sarebbe il padre di Bianca Lancia (amante e forse moglie in articulo mortis, di Federico II di Svevia), oltre che di Manfredi III, vicario imperiale in Italia settentrionale dal 1238 fino al 1248, quando fu ucciso ad Asti, e di Galvano, vicario imperiale in Toscana, decapitato a Napoli con Corradino di Svevia il 29 ottobre 1268. Altri genealogisti, invece, ritengono che Bianca e Galvano fossero figli di Bonifacio d'Agliano, il quale a sua volta sarebbe figlio di Corrado di Busca. Le incertezze nascono dal fatto che i cronisti contemporanei ai fatti (per esempio Nicolò Jamsilla, Saba Malaspina, Iacopo d'Acqui, Salimbene de Adam oltre agli Annales Ianuenses) danno informazioni contraddittorie sugli intrecci parentali di Bianca e hanno perciò dato adito a un grande numero di ipotesi genealogiche.
Si osservi che il piccolo feudo di Agliano si trovava anch'esso nell'Astigiano, nei pressi di Loreto, ma non risulta esser mai appartenuto ai Lancia. I signori di Agliano, tuttavia, sembrano appartenere alla clientela vassallatica dei Lancia e compaiono come testi anche in documenti relativi ai marchesi di Monferrato e di Saluzzo. Secondo una delle diverse ipotesi genealogiche Bonifacio d'Agliano avrebbe sposato la vedova di Manfredi II Lancia, diventando il patrigno di Bianca e dei suoi fratelli. Ciò renderebbe compatibili le notizie sulla paternità di Manfredi Lancia con quelle sulla doppia cognominazione ("Lancia d'Agliano") da loro talvolta utilizzata. Dopo il legame fra Bianca e Federico, quando Bianca era solo quindicenne, Bonifacio e il resto della famiglia avrebbero seguito Bianca in Sicilia, dove Bonifacio diventò conte di Mineo, signore di Paternò e marchese di Buscavisse.
Ultimi Busca di cui si ha traccia sono Giuseppe marchese Busca e sua figlia
tale Maddalena Busca (1873-1941) che nel 1899 sposa tale Luigi Maria Ramelli di Celle
(Registro dei matrimoni, nati e morti della chiesa d'Asti, anno 1899).